# Cal Perejoan
Cal Perejoan és una masia situada al municipi de Navars, a la comarca catalana del Bages.